# Adolf Deichsel (továrna)
Adolf Deichsel byla firma zabývající se výrobou konopných a ocelových lan.

## Zakladatel
Adolf Deichsel (25. červenec 1823, Zülz - 20. listopad 1893, Hindenburg) se narodil ve městě Zülz, v dnešním polském městě Biała (Prudnicka) do rodiny krejčího. Vyučil se provazníkem a vydal se do světa. Po návratu založil živnost a v roce 1853 prodal první lana do dolů Horního Slezska. Přestěhoval se do Zabrze a 31. srpna 1855 tam na Štolovém kanálu otevřel malou továrnu na provazy se dvěma pomocníky a dvěma učni.

## Výroba
Firma reagovala na poptávku dolů a výrobu konopných lan rozšířila i na lana z drátů. První lano bylo dodáno dolu Královna Luisa v Zabrze a instalováno do jámy Dehen. S rozvojem těžby uhlí v hornoslezské uhelné pánvi rostla poptávka po lanech, a proto se výroba přesunula v roce 1859 do většího areálu na Kopfstrasse. S technologickými pokroky v metalurgii se lana začala vyrábět z kvalitnějších ocelových drátů. Lidskou sílu nahradily v devadesátých letech parní stroje. Stroje pro výrobu lan byly zakoupeny v Anglii. V roce 1905 bylo dodáno lano v délce 22 kilometrů na stavbu lanové dráhy v Norsku.
V roce 1882 byla čtvrtina důlních lan pořízených důlními společnostmi v Horním Slezsku vyrobena ve firmě Deichsel, v roce 1915 to již byly tři čtvrtiny. Do hornoslezské pánve se přestala lana dovážet, naopak firma Deichsel pronikla do regionů Porýní-Vestfálsko, Sasko-Durynsko, Braunschweig, Hannover, Sársko a Alsasko-Lotrinsko. V roce 1910 bylo prodáno 5 lan o hmotnosti 30 tun a nosnosti 300 tun do uhelné pánve Saarbrücken.
V zemědělství byly stále častější lokomobily, které oraly za pomocí pluhů taženými lany. Lana Deichsel pronikla i do zemědělství a lodní dopravy.
Jak se výroba rok od roku zvyšovala, rostla i spotřeba drátu, takže se firma rozhodla jej vyrábět sama. Proto byla v roce 1899 postavena drátovna a v roce 1900 kalírna, což umožnilo pokrýt nejen vlastní potřebu drátu, ale i potřeby pobočných závodů a také zahájit prodej drátu.
Za 1. světové války dodávala firma válečný materiál, včetně asi 800 kilometrů sítí na ochranu ponorek a torpéd pro námořnictvo. Dodávky pro armádu byly plněny za cenu dlouhých směn. Dne 16. dubna 1918 byla vydána Vyhláška státního ministerstva o použití zjednodušeného vyvlastňovacího řízení na stavbu dráhy pro výrobu lan a nové galvanovny. V roce 1918 měl závod v Hindenburgu 1883 zaměstnanců.
Lana z továrny Deichsel se uplatnila i u lanovek:
- první osobní lanovka v Německu na horu Fichtelberg z Oberwiesenthalu
- Nebelhornbahn, lanovka z Oberstdorfu na Nebelhorn; v roce 1930 to byla nejdelší (4850 m) a nejvýše položená osobní visutá lanovka na světě s nejdelším ocelovým lanem vyrobeným v jednom kuse.[6]
- Janské Lázně – Černá hora
- nosné lano visuté důlní lanovky Důl Oskar - důl Anselm v Ostravě

Produkce konopných lan držela krok s rozvojem firmy. Zpočátku byly v továrně v pouze dvě dřevěné dráhy o délce 540 a 360 metrů na ruční výrobu konopných lan, v roce 1901 se rozjela strojní výroba lan. Surové konopí bylo připravováno v nádržích.

## Následovníci
Dne 13. srpna 1858 se narodil Adolf Deichsel junior. V roce 1883 nastoupil do otcova podniku. V červenci 1879 německá říše poprvé přijala zvýšené celní sazby, které byly v prosinci 1887 opět drasticky zvýšeny. Reakcí Ruska vznikla celní válka mezi Ruskem a Německem, která se dotkla i zájmů německých průmyslníků ve Slezsku, kteří své zboží dlouhodobě vyváželi do Kongresového království a Ruska. Rozhodnutí přestěhovat se přes rusko-německou hranici, aby se vyhnuli ničivým clům a zachovali si tak výrobu a zisky plynoucí z této činnosti bylo ekonomickou nutností. Pro umístění podniku byl vybrán Sosnowiec, lokalita Dębowé Góry v blízkosti Trojmezí tří císařů. Sám se usadil v nedalekých Myslowicích. V roce 1906 zastřelili kozáci dva dělníky a sedm dělníků zranili při napadení sociálně demokratické schůze.
V roce 1891 založil Adolf Deichsel junior další továrnu, tentokrát ve Vítkovicích na Moravě. Po smrti svého otce, 20. listopadu 1893, převzal Adolf Deichsel junior, bytem Hubertusbaderstrasse 19, Berlín Grünewald, vedení všech podniků.
V roce 1912 byla v Miškolci v Uhrách postavena další továrna na drát a drátěná lana. Firma pod jménem „Ungarische Stahldrahtzieherei-, Drahtwerke- und Seilfabriken A. Deisel, Miskolcz /Ungarn)" byla uvedena v Knize cti Rakousko-uherského wehrmachtu. V roce 1937 byl za účasti vedení ze Zabrze a závodu Vítkovice odhalen v Miškolci bronzový reliéf zakladatele firmy Adolfa Deichsela.
Dne 14. července 1919 prodává Adolf Deichsel junior podnik Ing. Erwinu Deichselovi.
Po 1. světové válce bylo rozhodnuto o obnovení Polska. V Horním Slezsku vzplanulo několik národních povstání jejich příčinou bylo stanovení hranic mezi Německem a Polskem. Dne 19. července 1921 se zástupci firmy se sešli na shromáždění největších hornoslezských průmyslových podniků v Gliwicích. Žádali mezispojeneckou komisi o vojenské obsazení továrních prostor na ochranu před polsky orientovanými podnikovými radami, které vznikly ve většině podniků. Součástí obnovy Polska bylo i navrácení území okupovaném Ruskem. Pod polskou jurisdikci se tak navrátil Sosnowec, kde byl jeden Deichselův závod. Závod dostal polský název: „Fabryka Drutu, Lin Stalowych i Konopnych, Drutu i Plomb oraz Płótna Żaglowego - Adolf Deichsel w Sosnowcu." Od 1925 byl název zkrácen na „Fabryka Lin i Drutu, dawniej A. Deichsel S.A." V roce 1938 roku se stali hlavními akcionáři Tadeusz Meyerhold a Erwin Deichsel.
V roce 1921 se firma na území Německa transformovala na akciovou společnost a vystupovala jako Adolf Deichsel, Drahtwerke und Seilfabrik, Aktion Gesellschaft.
Dne 1. února 1936 umřel Adolf Deichsel junior.
V roce 1944 pracovalo ve všech firemních závodech 5 800 zaměstnanců. Po 2. světové válce se posunuly hranice Polska na západ a závody na bývalém území Německa byly přejmenovány na „Fabryka Lin i Drutu - Linodrut". Spolu se závodem v Sosnovci byl podřízen „Zjednoszenie fabryk lin drucianych."

## Továrna na Moravě, ředitelství v Praze
Pozemky pro továrnu byly zakoupeny v roce 1891, o rok později začala výroba. V roce 1894 se uváděla adresa Klein Hrabowa bei Witkowitz. Prokuristou firmy byl v roce 1904 Berthold Knant. V roce 1908 zaměstnávala 25 dělníků, ve dvacátých letech 20. století až čtyřnásobek dělníků. V roce 1910 se uváděla adresa Hrabuwka 92. V roce 1914 bylo uváděno sídlo Hrabuwka bei Witkowitz. V roce 1913 byl pověřen Paul Wisch, Teplice, Goethestrasse 26, zastupováním firmy v severočeském důlním revíru.
Od roku 1926 do roku 1945 byl ředitelem závodu Heinrich Czypionka, který předtím zastával funkci osobního tajemníka Adolfa Deichsela juniora. Dne 3. dubna 1936 byl Heinrich Czypionka jmenován řádným členem představenstva a měl právo zastupovat firmu společně s prokuristou firma nebo jiným členem představenstva.
Firma vyrobila lano pro visutou důlní lanovku z pískovny na důl František. Sortiment firmy byl popsán v inzerátu v roce 1914. V roce 1930 bylo uvedeno, že firma je jediným výrobce čtyřhranných lan pro transmisní převody.
V roce 1939 se uváděla adresa firmy Praha XI., Dvořákova 13. Po 2. světové válce byla továrna konfiskována a byl jmenován národní správce. Již v květnu 1945 dodala továrna těžní lano na jámu Luis. V roce 1947 byla továrna jediným podnikem v Československu, která vyráběla copovitě pletená lana, používaná u věžových jeřábů. V tomto roce měla firma 80 zaměstnanců.
Firma měla svou zahradu, o kterou pečoval zahradník, zaměstnanec podniku.
Dne 7. března 1946 byl zřízen vyhláškou ministra průmyslu č. 1318 Ú. l. I Ocelana, národní podnik. Podnik měl závody v Ostravě, Mariánských Radčicích, Uhříněvsi, Žatci a Slaném. Závod v Ostravě vyráběl těžní lana. Dne 1. července 1949 byla vyhláškou č. 1036 firma Ocelana, národní podnik podřízena ústřednímu orgánu pro průmysl výroby železa a barevných kovů. Ředitelem Ocelany byl Jan Auer. Na dole Generál Svoboda hrozilo zastavení těžby kvůli přetržení těžního lana. Ocelana neměla potřebného odborníka, proto nemohla lano vyrobit. O problému se dozvěděl příslušník SNB soudruh Zezulák a lano v době své dovolené vyrobil.
V roce 1952 bylo v areálu závodu umístěno Odborné učiliště č. 11 Státních pracovních záloh. Budovu na rohu Závodní a Provaznické ulice vlastnila v roce 2024 Vítkovická střední průmyslová škola na adrese Hasičská 1003/49, Hrabůvka, 70030 Ostrava.49°47′30,06″ s. š., 18°16′6,47″ v. d.

## Patenty
1899: Oplocení z ostnatého drátu.
1912: Stroj na výrobu zejména trojúhelníkových lan.
1913: Výroba lan s klínovým profilem.
1918: Pás z plochých segmentů, které jsou kloubově spojeny.
1921: Zařízení pro regulaci otáčení cívky
1922: Zařízení pro regulaci otáčení cívky II.
1935: Zařízení pro výrobu lan.
1936: Stroj na tažení drátu.
1940: Strojů na výrobu ocelových lan nebo kabelů.
1942: Plynem vyhřívaná žíhací pec pro žíhání konců drátěných prstenců profilových drátů

## Pocty
V srpnu 1930 byl Adolf Deichsel junior jmenován Technickou univerzitou v Breslau (Wroclaw) Dr.- Ing. honoris causa.
Adolf Deichsel junior byl Čestným občanem města Hindenburg.